# Лара Біттер
Лара Біттер (нід. Lara Bitter; нар. 24 квітня 1975) — колишня нідерландська тенісистка.
Найвищу одиночну позицію світового рейтингу — 297 місце досягла 27 лютого 1995, парну — 181 місце — 31 жовтня 1994 року.
Здобула 1 одиночний та 6 парних титулів.

## Фінали ITF

### Одиночний розряд: 3 (1–2)
| Результат | Ранг | Дата              | Турнір                          | Покриття | Суперниця             | Рахунок          |
| --------- | ---- | ----------------- | ------------------------------- | -------- | --------------------- | ---------------- |
| Поразка   | 1.   | 30 серпня 1992    | Грифіно, Польща                 | Ґрунт    | Зузана Немшакова      | 4–6, 0–6         |
| Поразка   | 2.   | 22 лютого 1993    | Олівейра-де-Аземейш, Португалія | Тверде   | Лінда Німантсвердрієт | 7–6(5), 3–6, 2–6 |
| Перемога  | 1.   | 28 листопада 1994 | Гавр, Франція                   | Ґрунт    | Кіра Надь             | 6–3, 7–5         |

### Парний розряд: 8 (6–2)
| Результат | Ранг | Дата            | Турнір              | Покриття | Партнерка       | Суперниці                                    | Рахунок       |
| --------- | ---- | --------------- | ------------------- | -------- | --------------- | -------------------------------------------- | ------------- |
| Перемога  | 1.   | 15 лютого 1993  | Амадора, Португалія | Тверде   | Майке Каутстал  | Віраг Чурго Теодора Недева                   | 6–0, 3–6, 6–2 |
| Поразка   | 1.   | 22 лютого 1993  | Лісабон, Португалія | Тверде   | Кім де Вейлле   | Майке Каутстал Лінда Німантсвердрієт         | 4–6, 3–6      |
| Перемога  | 2.   | 1 березня 1993  | Кашкайш, Португалія | Ґрунт    | Амі ван Бюрен   | Павліна Райзлова Гелена Вілдова              | 6–1, 2–6, 6–3 |
| Перемога  | 3.   | 24 травня 1993  | Бриндізі, Італія    | Ґрунт    | Петра Камстра   | Ангела Керек Іріна Спирля                    | 7–5, 4–6, 6–2 |
| Перемога  | 4.   | 13 березня 1994 | Простейов, Чехія    | Тверде   | Майке Каутстал  | Квета Пешке Яна Поспішилова                  | 7–5, 6–3      |
| Перемога  | 5.   | 28 березня 1994 | Аліканте, Іспанія   | Тверде   | Хімена Родрігес | Марія-Фарнес Капістрано Aafje Evers          | 6–1, 6–4      |
| Перемога  | 6.   | 3 липня 1994    | Штутгарт, Німеччина | Тверде   | Майке Каутстал  | Ніколь Пратт Кіррілі Шарп                    | 6–1, 6–2      |
| Поразка   | 2.   | 19 вересня 1994 | Варна               | Ґрунт    | Теодора Недева  | Бондаренко Наталія Володимирівна Aafje Evers | 1–6, 4–6      |